# Claude Barthélemy
Claude Barthélemy (Cap-Haïtien, 9 maggio 1945 – New Jersey, 6 aprile 2020) è stato un calciatore haitiano, di ruolo attaccante.

## Carriera

### Club
Disputa la NASL 1968 tra le file del Detroit Cougars, club con cui giunge all'ultimo posto della Lakers Division.
In patria gioca tra le file del Racing Club Haïtien e nel Capoise.
Durante il periodo di militanza con il Racing Club Haïtien, fece parte della spedizione haitiana ai Mondiali tedeschi del 1974.

### Nazionale
Ha vestito la maglia di Haiti in quattordici occasioni, partecipando con la sua Nazionale ai Mondiali tedeschi del 1974.
Il suo primo incontro in Nazionale è datato 23 novembre 1968 nella vittoria haitiana per 4-0 contro Trinidad e Tobago, mentre l'ultima presenza fu il 19 giugno 1974 nella sconfitta dei Les Grenadiers per 7-0 contro la Polonia.